# Lamar County (Mississippi)
Lamar County is een county in de Amerikaanse staat Mississippi.
De county heeft een landoppervlakte van 1.287 km² en telt 39.070 inwoners (volkstelling 2000). De hoofdplaats is Purvis.

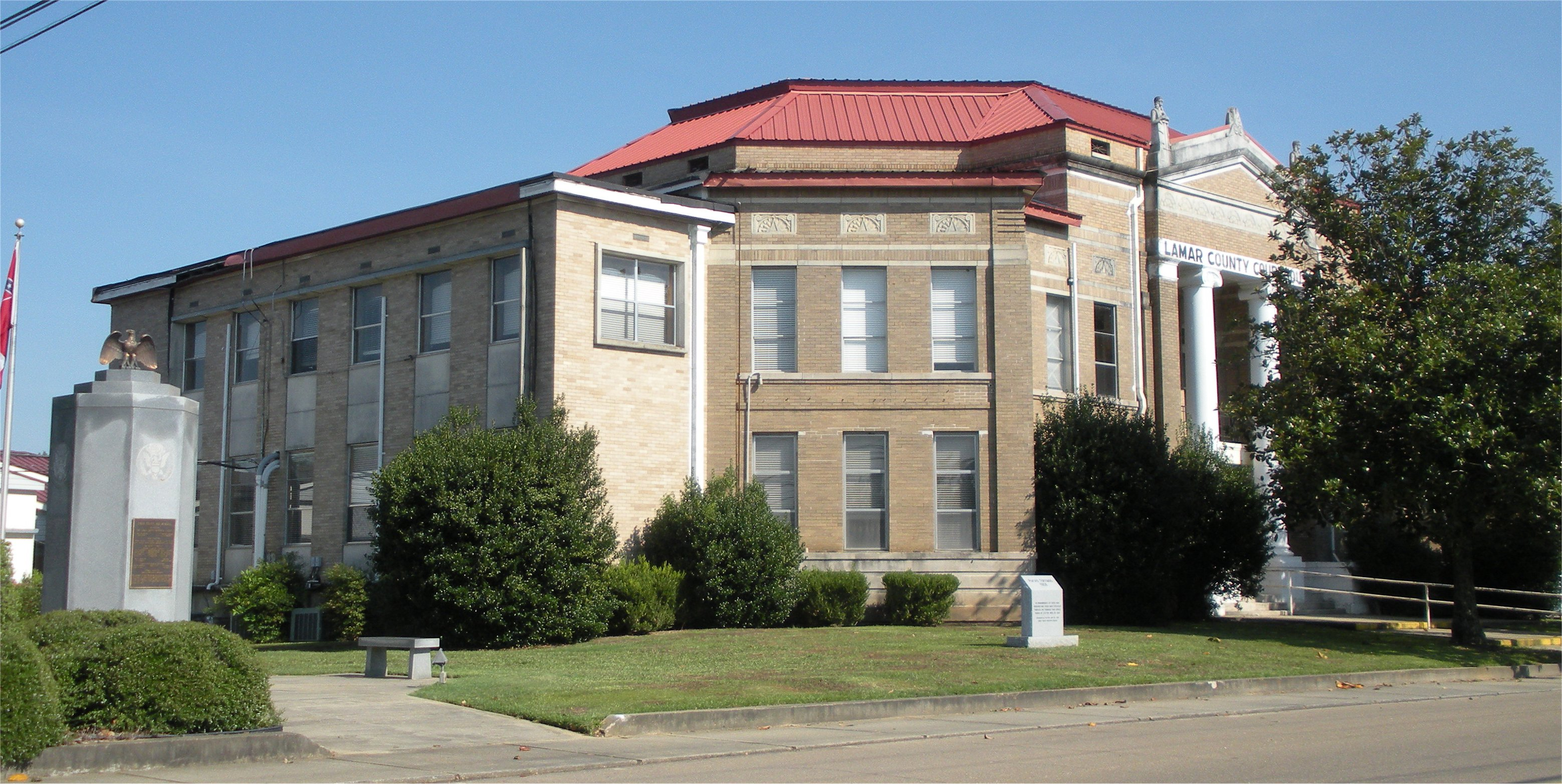
Lamar County Courthouse